# Barranc de Riassó
El Barranc de Riassó està situat en el terme municipal d'Isona i Conca Dellà, dins del territori de l'antic terme d'Orcau. Hi ha controvèrsia sobre el seu nom: el dubte és entre Riassó i Ria-sol.
Aquest barranc es forma al nord-est del Castell d'Orcau, a 845 m. alt., per la unió de dos barranquets que baixen del sector de llevant de la Costa de Riu (un d'ells, el de més a ponent, anomenat Barranquet de Riassó o de Ria-sol). Davalla cap al sud, decantant-se lleugerament cap a llevant, i fa de límit est del poble d'Orcau, sota el Serrat d'Albert. Passa entre les partides de les Olives i de les Plantes, travessa pel mig la dels Escors, passa ran de les dels Santmartins i de los Planells, limitada a llevant pel Serrat de Sanguín.
Quan arriba a tocar aquest darrer serrat, es decanta lleugerament cap a l'oest, deixa a llevant les partides de les Perelles i al cap de poc s'aboca en el barranc de la Collada, a 585 m. alt. El seu recorregut és de 2,5 quilòmetres, aproximadament.
El barranc de la Collada després aflueix en el riu d'Abella.